# Illes de Tòquio
Les illes de Tòquio (東京諸島, Tokyo-shotō), també conegudes com a regió insular de Tòquio (東京都島嶼部, Tōkyō-to-tōshobu) o illes Izu-Ogasawara (伊豆・小笠原諸島, Izu-Ogasawara-shotō) són una regió de Tòquio que comprèn totes les illes sota administració del Govern Metropolità de Tòquio: les illes Izu i les illes Bonin, també conegudes com Ogasawara.

## Geografia
La regió insular de Tòquio es troba a l'oceà Pacífic, just al sud de la badia de Sagami, a la prefectura de Kanagawa i de la península d'Izu, a la prefectura de Shizuoka. Totes les illes són illes volcàniques.

### Municipis
La regió comprèn nou municipis, dues viles i set pobles, agrupades en quatre subprefectures.
| # | Municipi   | Municipi | Dades (2022) | Dades (2022) | Dades (2022) | Subprefectura |
| - | ---------- | -------- | ------------ | ------------ | ------------ | ------------- |
| # | Català     | Japonés  | Població     | Superfície   | Densitat     |               |
| 1 | Ōshima     | 大島町   | 6.929        | 90,76 km²    | 76,3         | Ōshima        |
| 2 | Toshima    | 利島村   | 348          | 4,12 km²     | 84,5         | Ōshima        |
| 3 | Niijima    | 新島村   | 2.346        | 27,54 km²    | 85,2         | Ōshima        |
| 4 | Kōzushima  | 神津島村 | 1.840        | 18,58 km²    | 99           | Ōshima        |
| 5 | Miyake     | 三宅村   | 2.239        | 55,26 km²    | 40,5         | Miyake        |
| 6 | Mikurajima | 御蔵島村 | 307          | 20,54 km²    | 14,9         | Miyake        |
| 7 | Hachijō    | 八丈町   | 6.918        | 72,23 km²    | 95,8         | Hachijō       |
| 8 | Aogashima  | 青ヶ島村 | 173          | 5,96 km²     | 29           | Hachijō       |
| 9 | Ogasawara  | 小笠原村 | 2.915        | 106,78 km²   | 27,3         | Ogasawara     |
| - | TOTAL      | 東京諸島 | 23.994       | 405,78 km²   | 59,1         | 島嶼部        |